# Sanjin Prcić
Sanjin Prcić (* 20. November 1993 in Belfort, Frankreich) ist ein momentan vereinsloser bosnischer Fußballspieler.

## Karriere

### Vereine
Seine Karriere begann er beim FC Sochaux. Zuerst spielte er zwei Jahre für die zweite Mannschaft von Sochaux. Für die zweite Mannschaft erzielte er in 56 Spielen sechs Tore. 2013 stieg er in die erste Mannschaft auf. In der Ligue 1 debütierte er am 1. September 2013 gegen AC Ajaccio. Nachdem er mit dem FC Sochaux in die Ligue 2 abgestiegen war, wechselte er am 31. Juli 2014 für eine Ablösesumme von einer Million Euro zu Stade Rennes. Am 25. April 2015 erzielte er gegen OGC Nizza sein erstes Tor in der Ligue 1. Er konnte sich allerdings im Stade Rennes nicht durchsetzen. Im Sommer 2015 wechselt er auf Leihbasis zum FC Turin. Er konnte sich in Turin nicht durchsetzen, sodass der FC Turin für ihn nicht die Kaufoption zog. Im Winter 2016 verlieh ihn Stade Rennes an den italienischen Zweitligisten AC Perugia Calcio. Am 6. Februar bestritt er sein erstes Spiel in der Serie B gegen Spezia Calcio. Nach seiner Rückkehr spielte er zwei weitere Jahre in Rennes, ehe Prcić im Sommer 2018 zu UD Levante nach Spanien wechselte. Doch schon sechs Monate später folgte eine weitere Leihe zu Racing Straßburg in die französische Ligue 1. Hier gewann er am Ende der Spielzeit die Coupe de la Ligue und  wurde kurze Zeit später fest verpflichtet. Nach fünf Jahren bei Racing mit über 100 Pflichtspielen wurde sein Vertrag am 9. April 2024 aufgelöst.

### Nationalmannschaft
Prcić durchlief so gut wie alle Jugendmannschaften der bosnischen Nationalmannschaft. Er lief unter anderem für die U-17, U-19 und U-21 der bosnischen Nationalmannschaft auf. Am 3. September 2014 wurde er das erste Mal für die bosnische A-Nationalmannschaft nominiert und feierte am selben Tag sein Debüt gegen Lichtenstein (3:0). In den folgenden neun Jahren kam Prcić immer wieder sporadisch zu weiteren Einsätzen und absolvierte bis zum Sommer 2023 insgesamt 17 Partien für sein Land.

## Erfolge
- Französischer Ligapokalsieger: 2019